# Partit dels Pobles de la Gran Nigèria
El partit dels Pobles de la Gran Nigèria (Great Nigeria People's Party GBPP) fou un dels sis partits polítics importants que van presentar candidats a les eleccions en la Segona República nigeriana. El partit va ser format per un grup escindit del Partit dels Pobles Nigerians (Nigerian People's Party NPP) i va estar dirigit per Waziri Ibrahim, un polític i home de negocis de Borno. Waziri era un dels dirigents de les tres associacions que van formar el nucli del NPP. La intenció original de NPP era transcendir la política d'etnicitat i promoure la causa tant dels grups ètnics prominents com de les minories ètniques. Tanmateix, l'entrada de Nnamdi Azikiwe al NPP va portar a una lluita de poder en la que Waziri va perdre. Waziri llavors va dirigir un grup de minories del nord i alguns meridionals per formar el Partit de Pobles de la Gran Nigèria.
Encara que les intencions originals dels dirigents del partit era superar el sectarisme ètnic i polític, la força del partit va estar al nord-est, entre el kanuris i alguns minories del nord.

## Eleccions
En les eleccions de 1979, el partit va guanyar un total de 8 escons al senat, majoritàriament del nord-est i aproximadament 8.4% de vots totals en l'elecció al senat. A la Cambra de Representants el partit va guanyar aproximadament 43 escons i prop del 10% dels vots globals. En l'elecció presidencial, Ibrahim Waziri, el candidat del partit, va obtenir aproximadament el 10% dels vots totals.

## El partit en la Segona República
Durant les eleccions, el partit va anar a una aliança informal amb el Partit de la Unitat de Nigèria (Unity Party of Nigeria UPN); l'aliança era viable en alguns dels estats i en les eleccions a la Cambra on els partits per separat eren menys visibles. Encara que, el partit era menys crític sobre la presidència de Shagari que l'UPN, no obstant va donar suport un rol d'oposició i va provar de formar aliances amb altres partits del sud i alguns grups en el Partit de la Redempció dels Pobles (PRP) per formar un moviment progressiu. Tanmateix, el partit va caure en una crisi interna el 1981, quan alguns membres notables del partit públicament van donar suport al Partit Nacional de Nigèria el partit dominant al país. El lideratge del partit va expulsar la majoria dels membres dissidents però les divisions i les accions subsegüents només van eixamplar les tensions del partit. Els partits foren suprimits el 1983 quan el general Muhammadu Buhari va enderrocar a Shagari